# NGC 49

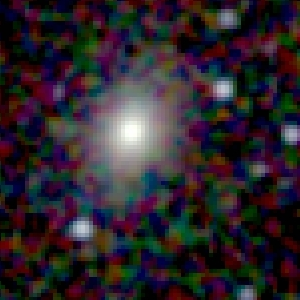
NGC 49 par 2MASS (proche-infrarouge)

NGC 49 est une galaxie lenticulaire dans la constellation d'Andromède. NGC 49 a été découverte par l'astronome américain Lewis Swift en 1885.

## Caractéristiques
Sa vitesse par rapport au fond diffus cosmologique est de 4 504 ± 31 km/s, ce qui correspond à une distance de Hubble de 66,4 ± 4,7 Mpc (∼217 millions d'al).